# Ars Magna Generalis
El Ars Magna Generalis (can. 1274) es la versión más larga de la Ars lluliana. Hay otras versiones más breves: Ars compendiosa inveniendi veritatem, Ars Brevis, Arte demostrativo, etcétera. El Ars Magna inventó un lenguaje formal basado en la lógica combinatoria para poder hablar de todo aquello relevante a la filosofía y la religión sin la barrera de las lenguas. Formó parte importante de su deseo de convertir a los musulmanes al cristianismo. Es el primer intento de crear una lengua universal e influenció a Gottfried Leibniz, quien expandió el sistema y lo denominó combinatoria.

## Funcionamiento
Según Hames, el Ars es un intento de "romper las fronteras intelectuales entre judíos, cristianos y musulmanes" y "establecer una terminología aceptable para todos" (43). Llull mismo escribe que es un sistema completo en Lo Desconhort:
Encara us dic que port una Art general
Que novament és dada per do espiritual,
Per que hom pot saber tota re natural
Segons que enteniment ateny lo sensual.
A dret e a medicina e a tot saber val,
E a teologia, la qual m'és mais coral;
A soure questions nulla art tant no val,
E a destruir errors per raó natural. (VIII, 85-92).
Al contrario que los escolásticos, Llull "desalenta...la creación de métodos distintos o vocabulario, así rechazando uno salvo que había definido virtualmente todo el saber escolástico desde el siglo XII". El sistema de Llull, pues, tenía que ser completamente original para evitar acercamientos tradicionales a la teología, la hermenéutica y los textos en general, es decir, descartó todos los textos sagrados para basarse sólo en la argumentación racional.
El Arte funciona mediante la combinación de aspectos (de Dios) para llegar a verdades seguras. Estos aspectos tienen una letra de referencia (de B a K) que se combinan a partir de unas figuras de círculos y escaleras. Un caso de ejemplo: BCD "La bondad [B] es grande [C] y eterna [D]." A pesar de que esto puede parecer sencillo, se pueden formar cuatro silogismos de esta frase: la afirmativa y la negativa universales (Todo lo que es bueno y grande es eterno o Todo que no es bueno ni grande no es eterno) y la afirmativa y negativa particulares (Algo bueno y grande es eterno, etc.).

## Atributos divinos
Los atributos divinos están representados por una letra, de la B a la K. Cada atributo se corresponde con un principio, una pregunta esencial, una entidad, una virtud y un vicio. En este listado se enumeran los atributos con sus correspondencias:
- B = bondad - diferencia - es - Dios - justicia - avaricia
- C = grandeza - concordancia - que - ángel - prudencia - gula
- D = eternidad - contrariedad - de quien - cielo - fortaleza -lujuria
- E = poder - principio - por qué - hombre - templanza - soberbia
- F = sabiduría - mediano - cuánto - imaginación - fe - pereza
- G = voluntad - fino - qué - alma sensitiva - esperanza - envidia
- H = virtud - mayor - cuando - alma vegetativa - caridad - ira
- I = verdad - igualdad - donde - elementativa - paciencia - mentira
- K = gloria - menor - como - instrumenativa - piedad - inconstancia

### ElArs magna

#### La máquina
Uno de los principales propósitos de la actividad literaria de Llull fue indicar los errores de los racionalistas como Averroes y mostrar la verdad tal como lo entendían los cristianos de una manera tan clara y meridiana que incluso los musulmanes más fanáticos pudieran apreciarla sin posibilidad de error.
Así pues, Llull se dedicó a diseñar y construir una máquina lógica. De naturaleza mecánica, en esta máquina las teorías, los sujetos y los predicados teológicos estaban organizados en figuras geométricas consideradas «perfectas» (por ejemplo, círculos, cuadrados y triángulos). Operando unos diales y palancas, girando manivelas y haciendo dar vueltas a un volante, las proposiciones y tesis se movían a lo largo de unas guías y se paraban ante la posición positiva (certeza) o negativa (error) según lo que correspondiera. Por Llull, la máquina podía probar por sí misma la falsedad o certeza de un postulado.
El religioso bautizó su instrumento con el nombre de Ars generalis ultima («Último arte general») o Ars magna («Gran arte»), a pesar de que hoy a veces se conoce con el nombre de Ars magna et ultima. Este ingenio fue tan importante para él que dedicó la mayor parte de su ingente obra a describirlo y explicarlo. La realidad teórica subyacente en aquel artefacto era una fusión o identificación de la teología con la filosofía, orientada a explicar las verdades de las dos disciplinas como si fueran una sola. Era, por lo tanto, el nacimiento de la teosofía.

#### El razonamiento
Los estudiosos cristianos del siglo XIII celebraron el hallazgo de Llull, a pesar de que pronto detectaron los problemas de su razonamiento. A pesar de que es cierto que normalmente las dos disciplinas están de acuerdo —porque el que es cierto en filosofía no puede ser falso para el teólogo—, las dos llegan a la verdad por caminos diversos: la teología se apoya en la razón y la revelación divina, mientras que el filósofo está solo ante el problema, lo único que tiene es su propia razón. Los árabes fueron un paso más allá: criticaban el Ars magna porque, según ellos, lo que es falso en filosofía «puede ser verdad perfectamente en teología», porque para Dios nada es imposible y Él puede pasar sin ningún problema por encima de las limitaciones de la ciencia. Este concepto se conoce como «verdad de doble nivel».
En su afán de refutar a los musulmanes, Llull exageró el concepto en el sentido opuesto: opinó que la doble verdad era imposible porque de hecho la teología y la filosofía eran lo mismo. De este modo, Llull equiparaba e identificaba la fe y la razón. La persona descreída no era capaz de razonar, y el hombre de fe aplicaba una razón perfecta. De este modo creyó haber resuelto, gracias a las pruebas de significados lógicos y por supuesto a su mecanismo, una de las controversias más grandes de la historia del conocimiento.
El problema de estos postulados era que arrasaban la diferencia entre las verdades naturales y las sobrenaturales. Cómo Llull era esencialmente un filósofo místico, para él la razón no se puede enfrentar con verdades más altas; para hacerlo, hay que recurrir siempre a la fe. De este modo, afirmaba que la fe iluminaba la razón, por ejemplo, para entender el misterio de la Santísima Trinidad: hay un solo Dios verdadero, representado en tres personas, que a pesar de todo no son ni pueden ser «tres dioses». Llull creía que por medio de mecanismos similares podría llegar a probar el motivo de todos los misterios y las razones de todos los artículos de fe.
Si la razón exige a la fe que lo auxilie, también la segunda necesita la primera, porque la fe por sí sola podría conducir a error. Llull creía que el hombre dotado de fe pero no de raciocinio era como un ciego: puede encontrar ciertas cosas gracias al tacto, pero no todas ni siempre.

#### Las consecuencias
La técnica llulliana fue difundida por la Corona de Aragón por sus seguidores, los lullianos, que hicieron llegar sus enseñanzas a universidades como las de Barcelona y Valencia. Pero la jerarquía católica no vio con buenos ojos que se extendiera esta doctrina, porque enseguida entendió el peligro de difuminar la diferencia entre la verdad natural y la sobrenatural. Dos papas condenaron formalmente el lulliismo: Gregorio IX, en 1236, y Paulo V, más tarde. Como consecuencia de esto, el beato Llull no ha sido canonizado nunca, a pesar de que el proceso se ha reactivado en los últimos tiempos.

## Enlaces
- «Ars generalis ultima. Base de datos Ramon Llull,» (en catalán).  Barcelona:  Centro de documentación Ramon Llull. Universitat de Barcelona. [Consulta: 23 de abril de 2011].